# Merlín (Goldmark)
Merlín (título original en alemán, Merlin) es la segunda ópera de Károly Goldmark sobre un libreto de Siegfried Lipiner basado en el ciclo de poemas Los idilios del rey de Alfred Tennyson, que a su vez se inspira en las leyendas del rey Arturo y los caballeros de la Mesa Redonda. Compuesta en 1886, se estrenó el 19 de noviembre de 1887 en Viena, dirigida por Walter Damrosch y estelarizada por Lilli Lehmann.
Es una ópera poco representada en la actualidad; en las estadísticas de Operabase aparece con sólo una representación en el período 2005-2010.

## Personajes
- El rey Arturo (barítono)
- Ginebra, su esposa (soprano)
- Viviane (soprano)
- Modred (tenor)
- Lancelot, caballero de la Tabla Redonda (barítono)
- Merlín el encantador (tenor)
- Bedwyr, caballero (barítono)
- Glendower (barítono)
- Morgane, ondina (contralto)
- Un demonio (bajo)